# Euptychia
Euptychia är ett släkte av fjärilar som ingår i familjen praktfjärilar.

## Bildgalleri

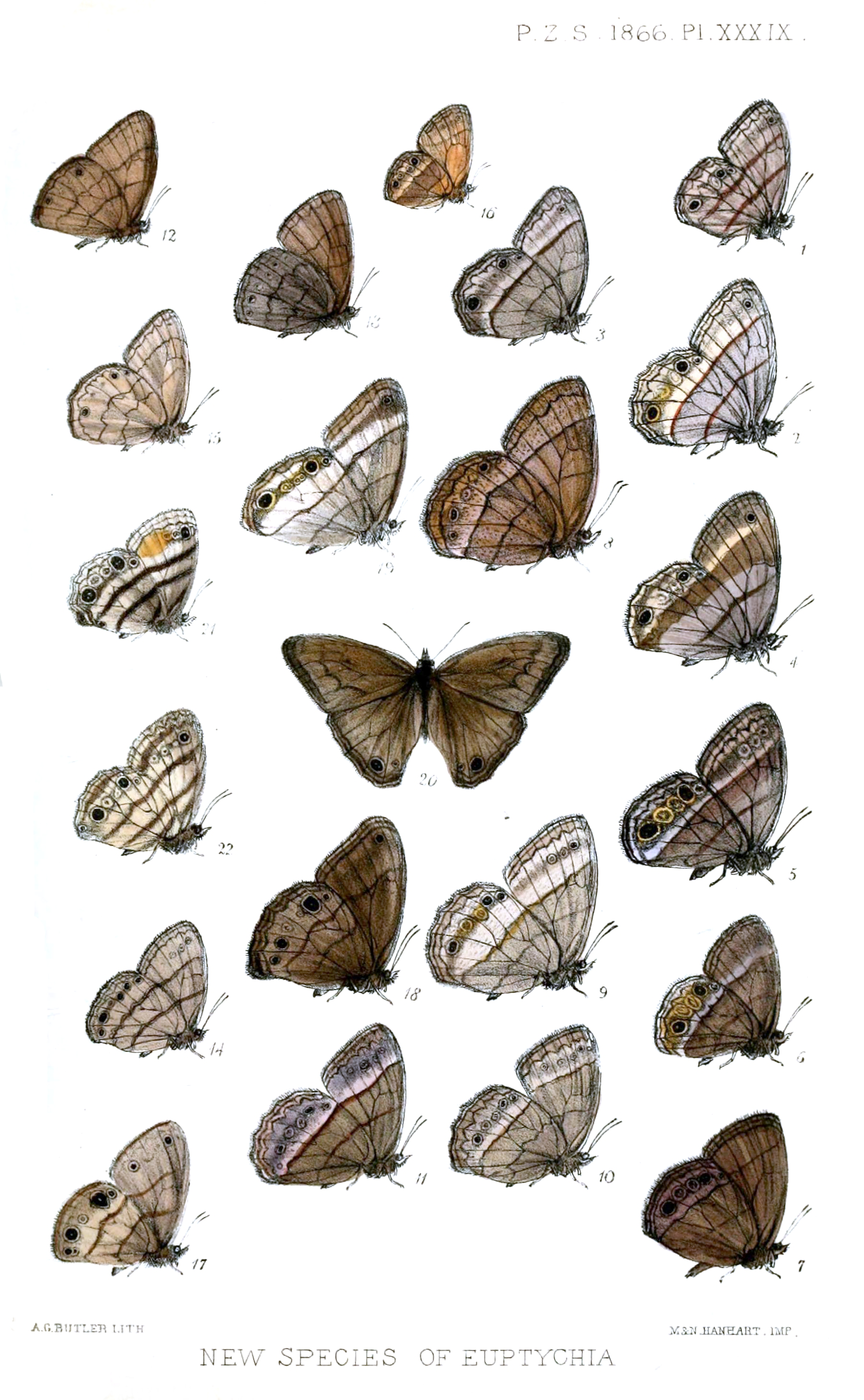
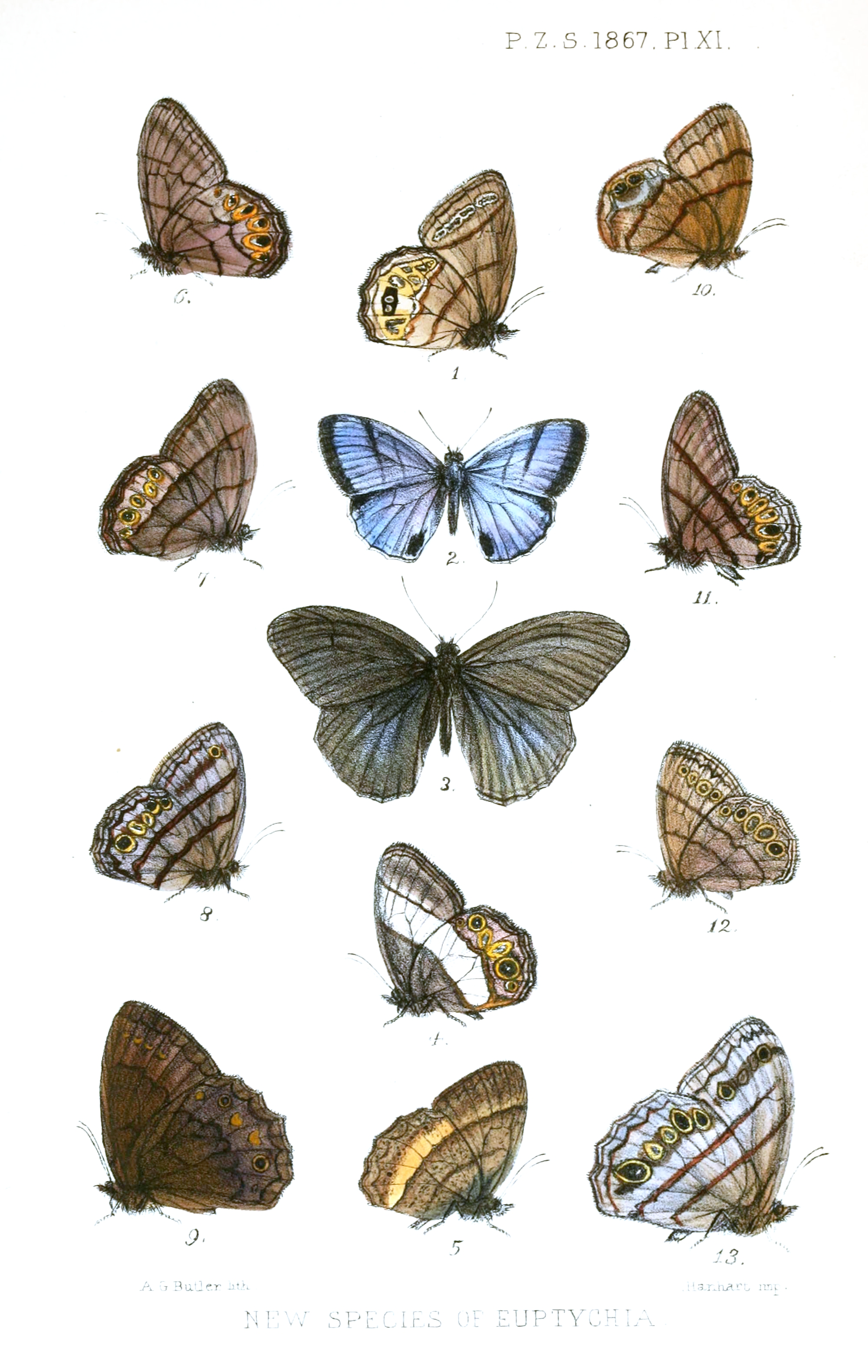
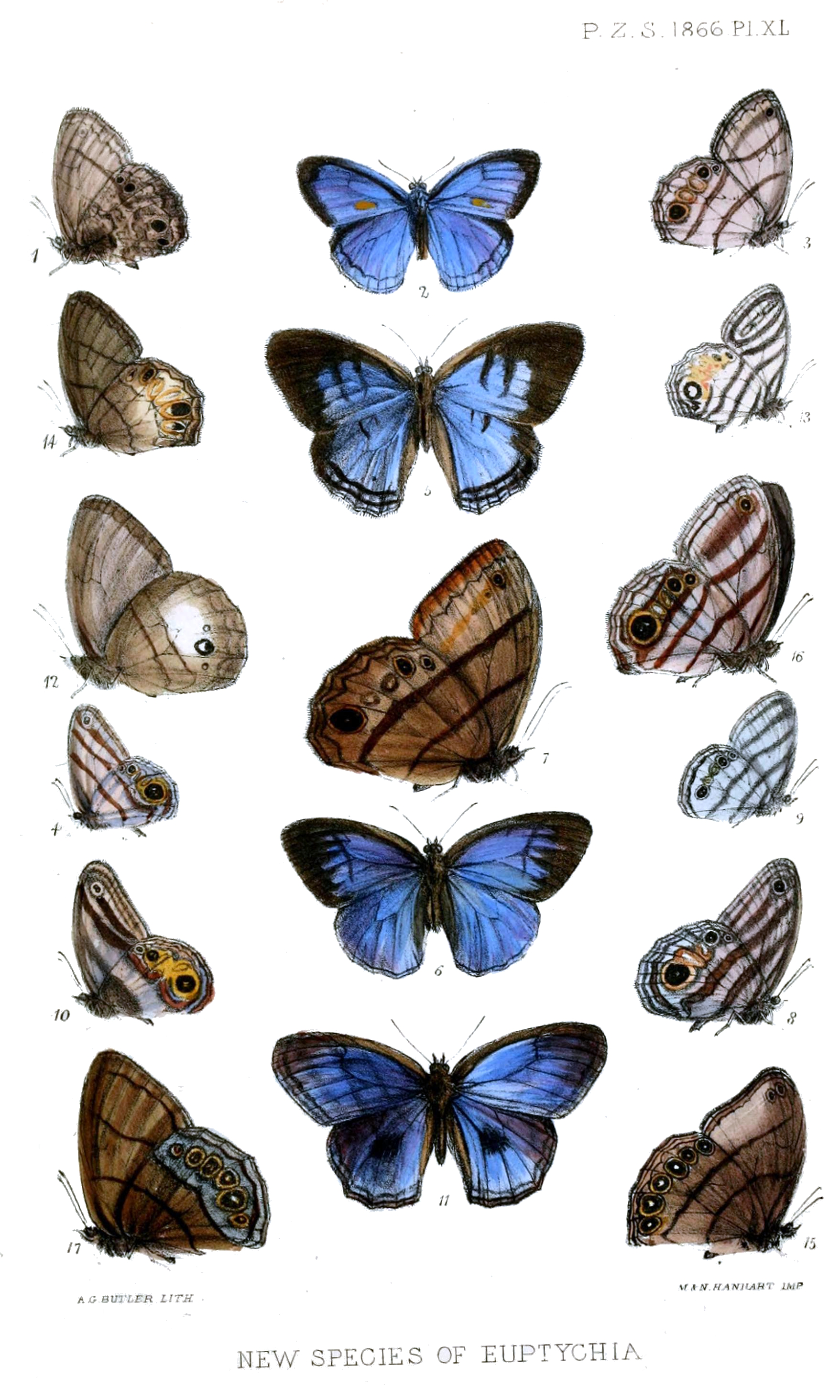
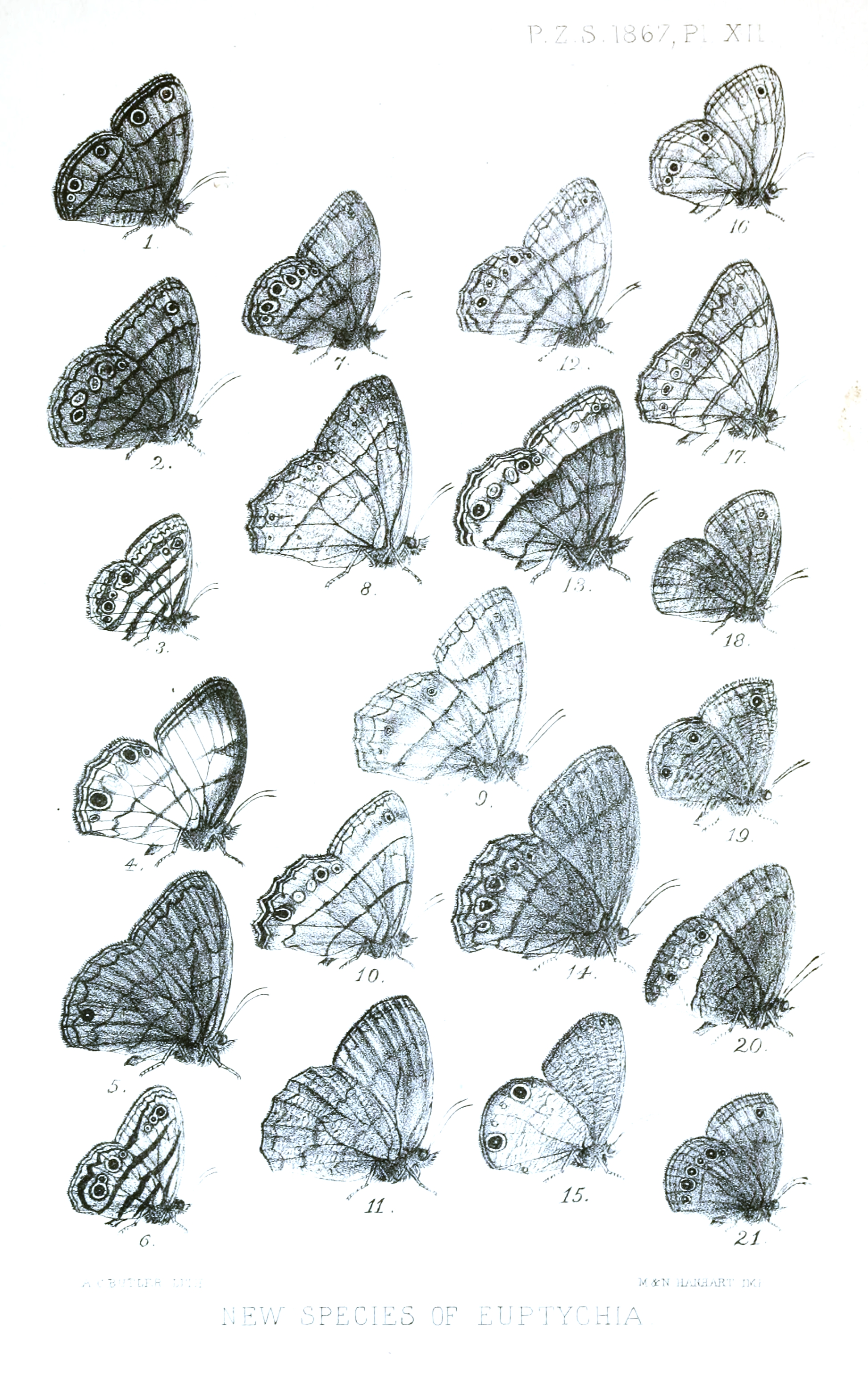

## Dottertaxa tillEuptychia, i alfabetisk ordning[1]
- Euptychia acmenis
- Euptychia agnata
- Euptychia alcinoe
- Euptychia aliciae
- Euptychia ambigua
- Euptychia anabelae
- Euptychia areolatus
- Euptychia argante
- Euptychia argentella
- Euptychia argulus
- Euptychia attenboroughi[2]
- Euptychia aurigera
- Euptychia austera
- Euptychia avicula
- Euptychia biocellata
- Euptychia borasta
- Euptychia boulleti
- Euptychia breyeri
- Euptychia brixiola
- Euptychia brixius
- Euptychia burgia
- Euptychia calixta
- Euptychia camerta
- Euptychia cantheus
- Euptychia cheneyorum
- Euptychia cleophes
- Euptychia clerica
- Euptychia clinas
- Euptychia clorimena
- Euptychia cornelius
- Euptychia crantor
- Euptychia cuculixta
- Euptychia cucullina
- Euptychia cymela
- Euptychia divergens
- Euptychia dorothea
- Euptychia dospassosi
- Euptychia drymo
- Euptychia edwardsi
- Euptychia enyo
- Euptychia eremita
- Euptychia eriphule
- Euptychia ernestina
- Euptychia euphares
- Euptychia eurytus
- Euptychia fetna
- Euptychia francisca
- Euptychia freemani
- Euptychia galesus
- Euptychia gemma
- Euptychia gibsoni
- Euptychia gisella
- Euptychia grimon
- Euptychia griseldis
- Euptychia gulnare
- Euptychia hannemanni
- Euptychia harmonia
- Euptychia hedemanni
- Euptychia helicta
- Euptychia henshawi
- Euptychia hiemalis
- Euptychia hilaria
- Euptychia historie
- Euptychia hotchkissi
- Euptychia howarthi
- Euptychia huebneri
- Euptychia inductura
- Euptychia innocentia
- Euptychia insignis
- Euptychia insolata
- Euptychia isolata
- Euptychia ithama
- Euptychia jamaryensis
- Euptychia jesia
- Euptychia leguialimai
- Euptychia libitina
- Euptychia liturata
- Euptychia macrophthalma
- Euptychia maepius
- Euptychia magdalena
- Euptychia maimoune
- Euptychia manasses
- Euptychia maniola
- Euptychia marisea
- Euptychia marmorata
- Euptychia meta
- Euptychia metagera
- Euptychia mima
- Euptychia mitchelli
- Euptychia mollina
- Euptychia mollis
- Euptychia monahani
- Euptychia moneca
- Euptychia mycalesis
- Euptychia myncea
- Euptychia nayarit
- Euptychia nelsoni
- Euptychia neomaenas
- Euptychia nerita
- Euptychia newtoni
- Euptychia numeria
- Euptychia numilia
- Euptychia ocellata
- Euptychia ocelloides
- Euptychia ochracea
- Euptychia ordinata
- Euptychia oreba
- Euptychia pacarus
- Euptychia paeon
- Euptychia pamela
- Euptychia parthenie
- Euptychia peculiaris
- Euptychia pellerna
- Euptychia pellonia
- Euptychia pephredo
- Euptychia perfuscata
- Euptychia periphas
- Euptychia pertrepida
- Euptychia philodice
- Euptychia phocion
- Euptychia picea
- Euptychia pronophila
- Euptychia pseudocleophes
- Euptychia pseudonecys
- Euptychia pseudopephredo
- Euptychia punctata
- Euptychia purusana
- Euptychia pyracmon
- Euptychia renatina
- Euptychia rogersi
- Euptychia romana
- Euptychia rubricata
- Euptychia rufocincta
- Euptychia sabina
- Euptychia saltuensis
- Euptychia segesta
- Euptychia septentrionalis
- Euptychia smithorum
- Euptychia sophiae[2]
- Euptychia squamistriga
- Euptychia stigmatica
- Euptychia straminea
- Euptychia suivalens
- Euptychia susanna
- Euptychia sylvina
- Euptychia telesiphora
- Euptychia terrestris
- Euptychia texana
- Euptychia thelete
- Euptychia therkelsoni
- Euptychia thobiei
- Euptychia tiessa
- Euptychia triangula
- Euptychia umbrosa
- Euptychia variabilis
- Euptychia wellingi
- Euptychia vesper
- Euptychia vestigiata
- Euptychia westwoodii
- Euptychia vetones
- Euptychia weyrauchi
- Euptychia villarresi
- Euptychia virgata
- Euptychia viviana